# Streptoprocne semicollaris
El vencejo nuca blanca, vencejo de cascada o vencejo nuquiblanco mexicano (Streptoprocne semicollaris), es una especie de ave en la familia Apodidae, es una de las especie más grandes de vencejos del mundo. Únicamente el Hirundapus celebensis de Asia es apenas un poco más grande.

## Descripción
El vencejo nuca blanca, para ser un vencejo es grande, mide de 20.5 a 25 cm de largo, siendo un 20% más grande que su pariente más común el Streptoprocne zonaris. Pesa entre 115 a 225 gr, siendo su peso promedio 175 gr. Los adultos son de color negro-marrón, con una coloración azul brillante en el dorso, y poseen una medialuna blanca en la nuca. Su cola es bastante cuadrada, aunque en vuelo puede tomar una forma trapezoidal.

## Ecología
Es una especie gregaria, las colonias de reproducción a veces pueden estar formada por hasta 200 individuos. Es posible observarlos anidando junto con otras especies de vencejos. Las aves de las colonias de reproducción a menudo se alimentan juntas a varios kilómetros de distancia del sitio en el cual tienen los nidos. Su vuelo es poderoso, rápido y directo, y ayudado por las corrientes térmicas asciende hasta grandes alturas. Se alimentan en vuelo de una amplia variedad de insectos voladores, incluidos escarabajos, abejas y hormigas voladoras.
Su nido es una depresión poco profunda (excavada por los padres) en la arena seca, por lo general sin otros materiales o saliva, aunque parecen prestar mucha atención a la consistencia del suelo utilizado. Se han encontrado nidos en cuevas, donde los nidos se ubican en los portales fuera de la cámara principal. La puesta consiste de dos huevos. 

## Distribución y hábitat
Se lo encuentra en la zona central y occidental de México, existiendo un registro en la frontera con Guatemala.
Esta especie mora principalmente en zonas de terrenos elevados, prefiriendo las paredes de acantilados, cañadones profundos de ríos y salientes rocosas elevadas. Sus hábitats principales son los bosques de pino y roble, bosques tropicales caducifolios y zonas arbustivas de segunda generación. Por lo general habita en alturas entre los 1500 a 3000 m y raramente a nivel del mar.